# 西伯利亞鱘
西伯利亞鱘（亦名開心魚，學名：Acipenser baerii）是一種鱘科魚類。它們主要分佈在西伯利亞北向喀拉海、拉普捷夫海及東西伯利亞海的流域，包括鄂畢河、葉尼塞河、勒拿河及科雷馬河。它們也有在哈薩克斯坦及中國的額爾齊斯河出沒。

## 分類
雖然有指西伯利亞鱘可能是單型，但一般認為它們有3個亞種：
- 指名亞種（A. b. baerii）：佔了西伯利亞鱘數量的80%，分佈在鄂畢河及其流域。由於鄂畢河季節性的缺氧，它們會於冬天遷徙到河口。它們會向上游游達幾千公里產卵。
- 貝加爾鱘（A. b. baicalensis）：是特有的湖泊形態，主要分佈在貝加爾湖北端，並會遷徙到色楞格河產卵。
- 勒拿河鱘（A. b. stenorrhynchus）：分佈在西伯利亞東部的河流，可以分為會遷徙產卵及不會遷徙的形態。

## 特徵
西伯利亞鱘約重65公斤，最重可達210公斤。它們非常長壽，可以活到60歲，但很遲才達至性成熟，雄魚約要11-24歲，雌魚約要20-28歲。它們會在湍急的主流中產卵。
西伯利亞鱘吃多種底棲生物，如甲殼類及搖蚊幼蟲。
西伯利亞鱘由於失去棲息地及被捕獵而數量大幅下降。約有40%的產卵位點因興建水壩而不能到達。水污染也對它們的繁殖及生長造成影響。

## 養殖
雖然野生西伯利亞鱘的數量在下降，但養殖業不斷的增加。由於勒拿河鱘是在淡水中完成其生命周期，且較早達至性成熟，它們一般會被作為養殖的魚苗。西伯利亞鱘魚子醬的主要生產地是法國，而魚肉最大的生產國是俄羅斯及中國。

## 外部連結
- 瀕危野生動植物種國際貿易公約
- FAO （页面存档备份，存于）